# Europawahl in Luxemburg 1979
- LSAP: 1
- DP: 2
- CSV: 3

Die Europawahl in Luxemburg 1979 war die erste Direktwahl der Mitglieder des Europaparlaments. Sie fand am 10. Juni 1979 im Rahmen der EG-weit stattfindenden Europawahl 1979 statt. In Luxemburg wurden sechs der 410 Sitze im Europäischen Parlament nach dem D’Hondt-Verfahren vergeben. Gleichzeitig mit der Wahl fand die luxemburgischen Parlamentswahl statt.

## Ergebnis
Erwartungsgemäß wurde die regierende christdemokratische CSV stärkste Partei. Sie konnte sich die Hälfte der Sitze sichern. Zweitstärkste Partei wurde die liberale DP; sie erhielt bei der Europawahl 6,2 Prozentpunkte mehr als bei der gleichzeitig stattfindenden Wahl zur Abgeordnetenkammer und konnte sich dadurch zwei Mandate sichern. Ein Mandat entfiel auf die sozialdemokratische LSAP.
| Listen                                                | Listen                                             | Stimmen | %    | Mandate |
| ----------------------------------------------------- | -------------------------------------------------- | ------- | ---- | ------- |
|                                                       | Chrëschtlech-Sozial Vollekspartei (CSV)            | 352.296 | 36,1 | 3       |
|                                                       | Demokratesch Partei (DP)                           | 274.307 | 28,1 | 2       |
|                                                       | Lëtzebuerger Sozialistesch Aarbechterpartei (LSAP) | 211.106 | 21,7 | 1       |
|                                                       | Sozialdemokratesch Partei (SDP)                    | 68.289  | 7,0  | –       |
|                                                       | Kommunistesch Partei Lëtzebuerg (KPL)              | 48.813  | 5,0  | –       |
|                                                       | Alternative Liste (AL)                             | 9.485   | 1,0  | –       |
|                                                       | Liberale Partei (LP)                               | 5.610   | 0,6  | –       |
|                                                       | Ligue communiste révolutionnaire (LCR)             | 5.085   | 0,5  | –       |
| Gesamt                                                | Gesamt                                             | 974.991 | 100  | 6       |
|                                                       |                                                    |         |      |         |
| Gültige Stimmzettel                                   | Gültige Stimmzettel                                | 170.759 | –    |         |
| Ungültige Stimmzettel                                 | Ungültige Stimmzettel                              | 18.382  | 9,7  |         |
| Wähler                                                | Wähler                                             | 189.141 | 88,9 |         |
| Wahlberechtigte                                       | Wahlberechtigte                                    | 212.740 |      |         |
|                                                       |                                                    |         |      |         |
| Quelle: Elections.public (élections 1979, 1984, 1989) |                                                    |         |      |         |

## Fraktionen im Europäischen Parlament
| Partei                         | Partei                                      | Mandate | Fraktion |
| ------------------------------ | ------------------------------------------- | ------- | -------- |
|                                | Chrëschtlech-Sozial Vollekspartei           | 3 / 6   | EVP      |
|                                | Demokratesch Partei                         | 2 / 6   | LD       |
|                                | Lëtzebuerger Sozialistesch Aarbechterpartei | 1 / 6   | SOZ      |
|                                |                                             |         |          |
| Quelle: Europäisches Parlament |                                             |         |          |

## Liste der luxemburgischen Abgeordneten
Gewählt wurden:
- Victor Abens (LSAP)
- Fernand Boden (CSV)
  - Mandat am 19. Juli 1979 niedergelegt; Nachfolger Jean Spautz (bis 4. März 1980), danach Marcelle Lentz-Cornette
- Colette Flesch (DP)
  - Mandat am 22. November 1980 niedergelegt; Nachrücker René Mart
- Jacques Santer (CSV)
  - Mandat am 19. Juli 1979 niedergelegt; Nachfolger ab 14. August 1979 Nicolas Estgen
- Gaston Thorn (DP)
  - Mandat am 18. Juli 1979 niedergelegt; Nachrücker Jean Hamilius (bis 14. Januar 1982), danach vakant
- Pierre Werner (CSV)
  - Mandat nicht angenommen; Nachrücker Jean Wolter verzichtet am 18. Juli 1979, auf ihn folgt am 19. Juli 1979 Marc Fischbach[2]